# Tătărăștii de Jos, Teleorman
Tătărăștii de Jos este satul de reședință al comunei cu același nume din județul Teleorman, Muntenia, România.